# دوغ ماكميلان
دوغ ماكميلان (بالإنجليزية: Doug McMillan)‏ هو مدرب كرة قدم ولاعب كرة قدم أمريكي في مركز الهجوم، ولد في 14 أكتوبر 1944 في دندي في المملكة المتحدة. شارك مع منتخب الولايات المتحدة لكرة القدم. أما مع النوادي، فقد لعب مع لوس أنجلوس أزتكس.

## وصلات خارجية
- دوغ ماكميلان على موقع ناشيونال فوتبول تيمز (الإنجليزية)